# Gran Premio Sarajevo
El Gran Premio Sarajevo (oficialmente: Grand Prix Sarajevo) es una carrera ciclista bosnia. Creada en 2014 con el objetivo de conmemorar el centenario de la Primera Guerra Mundial. Forma parte del UCI Europe Tour desde 2014, en categoría 1.2. 
| Año  | Ganador          | Segundo                | Tercero           |
| ---- | ---------------- | ---------------------- | ----------------- |
| 2014 | Matej Marin      | Christian Delle Stelle | Andrea Vaccher    |
| 2015 | Gašper Katrašnik | Sergey Belykh          | Stefan Stefanovic |